# Parafia Najświętszej Maryi Panny Fatimskiej w Kłobucku
Parafia Najświętszej Maryi Panny Fatimskiej – rzymskokatolicka parafia znajdująca się w Kłobucku. Należy do dekanatu Kłobuck archidiecezji częstochowskiej.
Została utworzona 24 czerwca 1998 roku. Budowa kościoła parafialnego według projektu architekta Witolda Dominika rozpoczęła się w 2000. Nabożeństwa sprawowane są w nowo wybudowanym kościele, tymczasowa kaplica została zdemontowana w 2020. W niedzielę, 27 sierpnia 2023, świątynia została konsekrowana.
Przy parafii swoją działalność prowadzą: Liturgiczna Służba Ołtarza oraz Żywy Różaniec.
Od 1998 r. funkcję pierwszego proboszcza pełnił ks. kan. Grzegorz Dymek, budowniczy kościoła parafialnego. 13 lutego 2025 r. został zamordowany na terenie plebanii.
Od 15 marca 2025 funkcję proboszcza pełni ks. mgr Roman Dziembowski.